# Ютика (тауншип, Миннесота)
Ютика (англ. Utica) — тауншип в округе Уинона, Миннесота, США. На 2000 год его население составило 649 человек.

## География
По данным Бюро переписи населения США площадь тауншипа составляет 87,7 км², из которых 87,7 км² занимает суша, водоёмов нет.

## Демография
По данным переписи населения 2000 года здесь находились 649 человек, 201 домохозяйство и 174 семьи.  Плотность населения —  7,4 чел./км².  На территории тауншипа расположено 209 построек со средней плотностью 2,4 построек на один квадратный километр. Расовый состав населения: 99,38 % белых, 0,15 % афроамериканцев и 0,46 % приходится на две или более других рас.
Из 201 домохозяйства в 42,3 % воспитывались дети до 18 лет, в 78,1 % проживали супружеские пары, в 3,5 % проживали незамужние женщины и в 13,4 % домохозяйств проживали несемейные люди. 10,0 % домохозяйств состояли из одного человека, при том 2,0 % из — одиноких пожилых людей старше 65 лет. Средний размер домохозяйства — 3,23, а семьи — 3,49 человека.
34,8 % населения — младше 18 лет, 8,2 % — в возрасте от 18 до 24 лет, 25,7 % — от 25 до 44, 19,6 % — от 45 до 64, и 11,7 % — старше 65 лет. Средний возраст — 32 года. На каждые 100 женщин приходилось 108,0 мужчин.  На каждые 100 женщин старше 18 приходилось 104,3 мужчин.
Средний годовой доход домохозяйства составлял 49 844 доллара, а средний годовой доход семьи —  51 071 доллар. Средний доход мужчин —  31 023  доллара, в то время как у женщин — 21 607. Доход на душу населения составил 17 576 долларов. За чертой бедности находились 5,6 % семей и 8,4 % всего населения тауншипа, из которых 13,3 % младше 18 и 6,0 % старше 65 лет.